# Precisamos Falar do Assédio (filme)
Precisamos Falar do Assédio é um projeto transmídia e filme longa-metragem dirigido por Paula Sacchetta, produzido pela Mira Filmes e lançado no Brasil em 2016.

## Sinopse
Na semana da mulher, de 7 a 14 de março de 2016, uma van-estúdio parou em nove locais em são paulo e no rio de janeiro. O objetivo era coletar depoimentos de mulheres vítimas de qualquer tipo de assédio. Ao todo, 140 decidiram falar. Ouvimos relatos de mulheres de 14 a 85 anos, de zonas nobres ou periferias das duas cidades, com diferenças e semelhanças na violência que acontece todos os dias e pode se dar dentro de casa, em um beco escuro ou no meio da rua, à luz do dia. O documentário, que faz parte de um projeto transmídia, traz uma amostra significativa dos depoimentos, 26 deles, além de mostrar uma parte importante do processo de filmagens: como as mulheres se sentiam ao contar seus casos? Nos depoimentos puros, sem qualquer tipo de interlocução ou entrevista, acompanhamos um desabafo, um momento íntimo ou a oportunidade de falarem daquilo pela primeira vez. Nas trocas com as meninas da equipe antes e depois dos depoimentos, permitimos que o espectador entre em contato com uma reflexão da depoente sobre sua própria história, e às vezes sobre o próprio projeto.